# Jay Hunt
Jay Hunt (4 de agosto de 1855 – 18 de novembro de 1932) foi um diretor e ator norte-americano, conhecido por atuar em The Heart of Jabez Flint (1915), Shorty Turns Actor (1915) e Devotion (1913). Nascido em Filadélfia, Califórnia, ele dirigiu 68 filmes entre 1911 a 1919. Ele continuou sua carreira como ator até 1931. Faleceu em Los Angeles, Califórnia.

## Filmografia selecionada
- Civilization (1916)
- Lightnin' (1925)
- The Gentle Cyclone (1926)
- 3 Bad Men (1926)
- The Golden Web (1926)
- Captain Salvation (1927)